# 曽根邦夫
曽根 邦夫(そね くにお)は、日本の実業家。医療関連事業を展開する株式会社ウェルネストコミュニケーションズ代表。メディア出演あり。

## メディア出演
テレビ番組
- ヒルナンデス! ( 日本テレビ) 2013年7月3,4,12,13,18,26,27日[1]